# Allée couverte von Jappeloup

Schema eines Galeriegrabes

Die Allée couverte von Jappeloup (auch Jappeloup Dolmen genannt) ist ein französisches Galeriegrab. Sie liegt östlich von Trausse bei Carcassonne im Norden des Département Aude, in der Region Okzitanien.
Die klassische Allée couverte ist massiver gebaut als die kleineren der Umgebung, aber nicht so komplex wie die nur wenige Kilometer entfernte Anlage von Saint Eugène im Tal bei Laure. Die langrechteckige Kammer aus 13 teilweise verstürzten Tragsteinen, der alle Deckenplatten fehlen, hat eine durch einen Halbstein geteilte Kammer und auf der Südseite koaxial, ein rechteckiges Seelenloch als Zugang, das zur Hälfte abgeschlagen ist.
Der Innenraum ist etwa 4,0 m lang, 2,5 m breit und mit Schutt gefüllt. Der Dolmen ist auf drei Seiten teilweise noch vom Cairn umgeben.
Es gibt eine Unterlage, wonach der Ort im späten 18. Jahrhundert gründlich untersucht wurde und alle Funde in einem Museum des Eigentümers zu finden sind.
Die nahen, stark gestörten Dolmen von Bel-Soleil sind Megalithanlagen nördlich von Félines-Minervois bei Carcassonne im Norden des Département Hérault.